# کریستوفر براون
کریستوفر براون (انگلیسی: Christopher Braun؛ زادهٔ ۱۵ ژوئیهٔ ۱۹۹۱) بازیکن فوتبال اهل غنا است.
از باشگاه‌هایی که در آن بازی کرده است می‌توان به باشگاه فوتبال فورتونا سیتارد، باشگاه فوتبال سن پائولی، و باشگاه فوتبال او.اف.آی کرته اشاره کرد.